# Taylor Campbell
Taylor Campbell (* 30. Juni 1996 in Slough) ist ein britischer Leichtathlet, der sich auf den Hammerwurf spezialisiert hat.

## Sportliche Laufbahn
Erste internationale Erfahrungen sammelte Taylor Campbell bei den Jugendweltmeisterschaften 2013 in Donezk, bei denen er mit 71,49 m in der Hammerwurfqualifikation ausschied. 2014 gelangte er bei den Juniorenweltmeisterschaften in Eugene in das Finale und belegte dort mit 73,12 m Platz neun. 2015 erfolgte die Teilnahme an den Junioreneuropameisterschaften im schwedischen Eskilstuna, bei denen er mit 75,63 m auf Rang sechs kam. Zwei Jahre darauf wurde er bei den U23-Europameisterschaften in Bydgoszcz mit 70,59 m Vierter.
2018 nahm er erstmals an den Commonwealth Games im australischen Gold Coast teil und belegte dort für England startend mit 72,03 m den fünften Platz. Im Jahr darauf gewann er bei der Sommer-Universiade in Neapel mit einer Weite von 73,86 m die Bronzemedaille und musste sich damit dem Türken Özkan Baltacı sowie Serhij Reheda aus der Ukraine geschlagen geben. 2021 siegte er mit neuer Bestleistung von 78,23 m bei der Hungarian GP Series Tatabánya und qualifizierte sich damit für die Olympischen Spiele in Tokio, bei denen er mit 71,34 m den Finaleinzug verpasste. 
2021 wurde Campbell britischer Meister im Hammerwurf.
Campbell ist Student für Sportwissenschaften an der Loughborough University.